# Shishmaref
Shishmaref (korábbi nevén Keekiktuk) egy inupiat eszkimók által lakott tradicionális falu az Amerikai Egyesült Államok Alaszka államában, Sarichef-szigetén. Területe 18,8 km2, lakossága 2008-ban körülbelül 560 főt számlált. A Shishmarefhez legközelebb fekvő nagyobb települések Kotzebue (161 km-re délnyugatra) és Nome (203 km-re északra).
A vidék mintegy 4000 éve lakott. 1821 körül végzett ásatások több évszázados eszkimó település nyomait tárták fel. 1900-ban a Seward-félszigeten dolgozó aranybányászok raktárt hoztak itt létre, ők nevezték át a települést a Shishmaref-öböl után, amelyet Otto von Kotzebue nevezett el legénységének egyik tagjáról 1816-ban.
Shishmarefen 1901-től működik postahivatal.

## A globális éghajlatváltozás hatása a településre
1997 októberében egy heves vihar az északi partvonalat mintegy 9 méter szélességben elpusztította, téli élelmiszer tartalékok vesztek oda, 14 lakóházat és a Nemzeti Őrség fegyverraktárát is át kellett telepíteni. 2002 óta további őszi viharok veszélyeztették a település házait és infrastruktúráját.
A 2000 után években a Csukcs-tenger október vége helyett csak november közepén fagyott be, sőt 2002-ben csak december végén. A lakosok 2006 februárjában nyílt vízfelszínt figyeltek meg, amire emberemlékezet óta nem volt példa.
Ahogy a globális éghajlatváltozás miatt emelkedő hőmérséklet csökkenti a jég mennyiségét, Shishmaref lakhatatlanná válik. Alaszkában ez elmúlt 30 évben 4,4 °C-kal emelkedett az átlaghőmérséklet. A magasabb hőmérséklet miatt olvadó gleccserektől a tenger vízszintje növekszik, és a permafroszt is kienged – a shishmarefi talaj már 2004-ben is homokhoz hasonlóan süppedt be –, erózió veszélye alakul ki.
2002-ben a falu és különböző szervezetek az erózió és az áttelepülés által felvetett kérdésekkel foglalkozó egyesülést hoztak létre (Shishmaref Erosion and Relocation Coalition). 2002 júliusában a lakosok szavazáson a falu biztonságosabb helyre való költöztetése mellett döntöttek. Az amerikai szövetségi kormány több ügynöksége is felmérte a helyzetet, de konkrét tervek még nem születtek. A költözés becsült költsége lakosonként 100 000 dollár lenne.
2004-ben az inuitok kártérítésért fordultak az Amerikaközi Emberjogi Bizottsághoz a globális felmelegedés következményei miatt. A 155 000 fős népcsoportnak a világátlaghoz képest kétszer annyi kárt okozott az éghajlati változás. A hagyományos élelemforrásaikon túl – fóka, medve, rénszarvas – a földjeik is pusztulnak. Az inuitok az Emberi Jogok Egyetemes Nyilatkozatára („minden embernek joga van a nemzeti identitáshoz”, „senkit nem lehet önkényesen a tulajdonától megfosztani”) és az ENSZ Polgári és Politikai Jogok Nemzetközi Egyezségokmányára hivatkoznak („egy népet sem lehet megfosztani a saját létfenntartásának forrásaitól”).

## További információ
- Dana Lixenberg képriportja Shishmarefről (magyarul)
- Sea engulfing Alaskan village - BBC News (angolul)